# Adesione dell'Albania all'Unione europea
L'iter di adesione dell'Albania all'Unione europea ha avuto inizio con la presentazione, da parte dello Stato, della relativa richiesta il 28 aprile 2009. Già ufficialmente riconosciuta dalla Commissione europea come stato "potenzialmente candidato", l'Albania intraprese i negoziati per stipulare un accordo di stabilizzazione e associazione (ASA) nel 2003. Tale accordo è stato firmato il 12 giugno 2006, completando così il primo passo dell'Albania verso l'adesione all'Unione europea.
L'Albania è membro della NATO dal 2009.
A seguito della sua domanda d'adesione, il 16 novembre 2009 il Consiglio dell'Unione europea chiese alla Commissione europea di preparare una valutazione della preparazione dell'Albania ad intraprendere i negoziati d'adesione. Il 16 dicembre successivo la Commissione sottopose al governo albanese il questionario sul grado di compatibilità della legislazione albanese con le normative comunitarie, le cui risposte furono consegnate il 14 aprile 2010. Dal 2010 la Commissione presenta le sue considerazioni sul progresso dell'Albania nel processo d'integrazione europea nei rapporti annuali sull'allargamento, di cui l'ultimo è stato pubblicato il 10 ottobre 2012; in esso la Commissione raccomanda al Consiglio europeo di attribuire all'Albania lo status di paese candidato non appena avrà realizzato alcune importanti riforme.

Dopo le elezioni politiche del 2013, la commissione europea propone che all'Albania sia concesso ufficialmente lo status di candidato all'adesione all'Unione europea, avendo preso atto dei passi avanti compiuti in direzione della democrazia. Il Consiglio dell'Unione europea, riunito il 24 giugno 2014, ha approvato la concessione dello status di candidato ufficiale all'Albania; la questione, posta all'attenzione dei capi di stato e di governo degli allora 28 Stati membri nell'ambito del Consiglio europeo, ha ricevuto l'approvazione definitiva il 27 giugno seguente.

## Processo d'adesione
L'Albania ha presentato domanda di adesione all'Unione europea il 28 aprile 2009. Il Consiglio dell'Unione europea il 16 novembre 2009 ha trasmesso alla Commissione europea il relativo dossier invitandola a presentare un parere sullo stesso. Il 16 dicembre successivo la Commissione sottopose al governo di Tirana un questionario, le cui risposte furono consegnate il 14 aprile 2010. L'8 novembre 2010 il Consiglio approva l'abolizione del regime dei visti per circolare nella zona Schengen per i cittadini albanesi; tale decisione è applicata a partire dal 15 dicembre successivo. Il 10 ottobre 2012 la Commissione europea ha raccomandato che all'Albania sia concesso lo status di candidato, non appena abbia completato alcune riforme fondamentali.
Nel marzo 2015, durante il quinto "High Level Dialogue meeting", il commissario per l'allargamento Johannes Hahn ha evidenziato alle autorità albanesi che prima di poter iniziare i negoziati per individuare una data per l'adesione è necessario che il Governo riapra il dialogo con l'opposizione e che vengano realizzate riforme rilevanti in tutte le cinque aree critiche precedentemente individuate, ossia pubblica amministrazione, organizzazione giuridica e della funzione pubblica (il Rule of Law), corruzione, crimine organizzato, diritti fondamentali. Questa posizione ufficiale è stata pienamente condivisa dal Parlamento europeo nell'aprile 2015 attraverso una risoluzione come commento alla presentazione della Commissione del report dei progressi dell'Albania nel 2014.
Un passo fondamentale verso l'apertura dei negoziati d'adesione è stata l'approvazione all'unanimità da parte dell'Assemblea della riforma costituzionale del sistema giudiziario avvenuta il 21 luglio 2016, ritenuta indispensabile dai responsabili politici dell'Unione europea per combattere la corruzione dilagante nel paese.
Nell'aprile 2018, l'alto rappresentante dell'Unione europea e il commissario per l'allargamento annunciano il loro parere positivo all'apertura dei negoziati per l'adesione, visti i progressi svolti. A giugno dello stesso anno, i leader dei 28 paesi membri hanno approvato un'intesa per l'avvio dei negoziati di adesione dal giugno 2019.
Il 29 maggio 2019 l'alto rappresentante e il commissario per l'allargamento hanno ribadito il loro parere positivo all'apertura dei negoziati per l'adesione, visti i progressi svolti, soprattutto per quanto riguarda l'«imponente riforma del sistema giudiziario».
Dopo diversi rinvii della decisione, dovuti prevalentemente all'opposizione dei governi francese, neerlandese e danese, e l'adozione di una nuova procedura per i negoziati da parte della Commissione, il 24 marzo 2020 il Consiglio dell'Unione europea ha dato il via libera unanime all'apertura dei negoziati di adesione per Albania e Macedonia del Nord, senza però fissare una data per il loro avvio, che sarà decisa dal Consiglio europeo, quando metterà l'allargamento all'ordine del giorno.
Il 19 luglio 2022, a seguito del voto a maggioranza semplice del parlamento macedone sull'approvazione del riconoscimento della minoranza bulgara nella Costituzione del paese e a seguito della rimozione del veto della Bulgaria, sono iniziati i negoziati di adesione all'Unione europea insieme alla Macedonia del Nord.
Il 24 novembre 2023 si è tenuta l'ultima riunione della fase di screening tra gli esperti della Commissione europea e i funzionari del governo albanese, a seguito della quale la Commissione ha presentato al Consiglio dell'Unione i parametri (benchmark) per aprire il primo gruppo di capitoli dei negoziati relativi allo stato di diritto e alla democrazia.
Il 26 settembre 2024, in seguito a una decisione unanime del Comitato dei rappresentanti permanenti degli Stati membri dell'Unione europea, il processo di adesione albanese viene ufficialmente separato da quello della Macedonia del Nord, permettendo così l'apertura dei capitoli, essendo stati soddisfatti dal paese i parametri di base.
Il 15 ottobre 2024 si è tenuta la prima conferenza intergovernativa che ha sancito l'apertura del gruppo contenente i primi cinque capitoli (5, 18, 23, 24, 32), ritenuti tra i più importanti per il percorso di adesione dell'Albania.

## Cronologia
| Date              | Eventi |
| ----------------- | --- |
| 1992              | Accordo di Commercio e Cooperazione tra Unione europea ed Albania. L'Albania può accedere ai finanziamenti del programma comunitario PHARE. |
| 1999              | L'Unione europea propone il neonato Processo di Stabilizzazione e Associazione (PSA) per cinque paesi dell'Europa sud-orientale, tra cui l'Albania. |
| 1999              | L'Albania può beneficiare di un rapporto preferenziale nei commerci con l'Unione europea. |
| 19-20 giugno 2000 | Il Consiglio europeo riunito a Santa Maria da Feira afferma che tutti gli stati partecipanti al PSA sono "potenziali candidati" all'adesione all'Unione europea. |
| novembre 2000     | Il PSA è ufficialmente approvato dall'Unione europea e dai paesi dei Balcani occidentali al vertice di Zagabria. |
| giugno 2001       | La Commissione europea raccomanda di intraprendere il negoziato per un Accordo di Stabilizzazione e Associazione (ASA) con l'Albania. Il Consiglio europeo riunito a Göteborg (15-16 giugno) invita la Commissione a presentare delle direttive di massima per la negoziazione dell'ASA con l'Albania. |
| ottobre 2002      | Le direttive per la negoziazione dell'ASA con l'Albania vengono adottate. |
| 31 gennaio 2003   | Il Presidente della Commissione europea Romano Prodi lancia ufficialmente il negoziato per un ASA tra Unione europea ed Albania. |
| 19-20 giugno 2003 | Il Consiglio europeo riunito a Salonicco conferma che il PSA è la politica ufficiale dell'Unione per i Balcani occidentali ed afferma che i paesi partecipanti al PSA potranno diventare membri dell'Unione europea una volta pronti.                                                                  |
| dicembre 2005     | Il Consiglio dell'Unione europea adotta i principi per rivedere il partenariato europeo per l'Albania. |
| 12 giugno 2006    | L'ASA viene firmato nel corso del Consiglio Affari generali e Relazioni esterne a Lussemburgo. |
| 9 novembre 2006   | La Commissione europea decide di avviare il negoziato per l'agevolazione dei visti con l'Albania. |
| 13 aprile 2007    | L'accordo sull'agevolazione dei visti è firmato a Zagabria. Il commissario europeo Franco Frattini afferma che questo accordo è il primo passo per una completa abolizione delle richieste di visto e per la libera circolazione dei cittadini albanesi nell'Unione europea.                           |
| 1º gennaio 2008   | L'accordo sull'agevolazione dei visti entra in vigore. |
| 7 marzo 2008      | Il commissario europeo Franco Frattini apre a Tirana il dialogo per la liberalizzazione dei visti tra Albania ed Unione europea. |
| 14 gennaio 2009   | Il processo di ratifica dell'Accordo di Stabilizzazione e Associazione da parte di tutti i paesi membri è completato. |
| 1º aprile 2009    | L'Accordo di Stabilizzazione e Associazione entra in vigore. |
| 28 aprile 2009    | L'Albania presenta la sua formale domanda di adesione all'Unione europea- |
| 16 novembre 2009  | Il Consiglio dell'Unione europea chiede alla Commissione europea di preparare una valutazione della preparazione dell'Albania ad intraprendere i negoziati d'adesione. |
| 16 dicembre 2009  | La Commissione sottopone al governo albanese il questionario sul grado di compatibilità della legislazione albanese con le normative comunitarie. |
| 14 aprile 2010    | L'Albania consegna le risposte al Questionario della Commissione europea. |
| 8 novembre 2010   | Il Consiglio dell'Unione europea approva l'abolizione del regime dei visti per circolare nella zona Schengen per i cittadini albanesi. |
| 15 dicembre 2010  | Entra in vigore l'accesso senza visto nell'area Schengen per i cittadini albanesi. |
| 10 ottobre 2012   | La Commissione europea raccomanda che all'Albania sia concesso lo status di candidato, non appena abbia completato alcune riforme fondamentali. |
| 16 ottobre 2013   | La Commissione europea propone che venga conferito lo status di candidato all'Albania. |
| 24 giugno 2014    | Il Consiglio dell'Unione approva la concessione dello status di candidato. |
| 27 giugno 2014    | Il Consiglio europeo approva la decisione del Consiglio: l'Albania diventa ufficialmente candidata all'adesione. |
| 9 novembre 2016   | La Commissione europea raccomanda l'avvio dei negoziati d'adesione. |
| 26 novembre 2016  | La Germania annuncia che porrà il veto all'apertura dei negoziati d'adesione fino al 2018. |
| 1º giugno 2019    | Il Consiglio stabilisce il percorso verso i negoziati d'adesione, con la prospettiva di avviare le discussioni a breve. |
| 24 marzo 2020     | Il Consiglio raggiunge un accordo politico sull'apertura dei negoziati d'adesione con Albania e Macedonia del Nord. |
| 19 luglio 2022    | La prima conferenza intergovernativa tra Albania e UE segna l'avvio ufficiale dei negoziati di adesione; la Commissione inizia lo screening dei vari capitoli negoziali. |
| 15 ottobre 2024   | La seconda conferenza intergovernativa tra UE e Albania segna ufficialmente l'avvio dei negoziati di adesione con l’apertura del primo gruppo contenente i capitoli cosiddetti fondamentali. |

## Progresso dei negoziati
| Capitoli dell'acquis                                             | Situazione attuale                    | Inizio Screening | Completamento Screening | Apertura Capitolo | Chiusura Capitolo |
| ---------------------------------------------------------------- | ------------------------------------- | ---------------- | ----------------------- | ----------------- | ----------------- |
| 1. Libertà di circolazione delle merci                           | Notevoli sforzi necessari             | 30-01-2023       | 09-03-2023              | 14-04-2025        |                   |
| 2. Libertà di circolazione dei lavoratori                        | Necessari ulteriori sforzi            | 30-01-2023       | 09-03-2023              | 14-04-2025        |                   |
| 3. Diritto di stabilimento/libertà di provvedere ai servizi      | Necessari ulteriori sforzi            | 17-01-2023       | 09-03-2023              | 14-04-2025        |                   |
| 4. Libera circolazione dei capitali                              | Necessari ulteriori sforzi            | 07-10-2022       | 09-03-2023              | 14-04-2025        |                   |
| 5. Appalti pubblici                                              | Necessari ulteriori sforzi            | 15-09-2022       | 16-01-2023              | 15-10-2024        |                   |
| 6. Diritto societario                                            | Necessari ulteriori sforzi            | 03-02-2023       | 09-03-2023              | 14-04-2025        |                   |
| 7. Diritto alla proprietà intellettuale                          | Notevoli sforzi necessari             | 17-01-2023       | 09-03-2023              | 14-04-2025        |                   |
| 8. Competitività                                                 | Necessari ulteriori sforzi            | 17-01-2023       | 09-03-2023              | 14-04-2025        |                   |
| 9. Servizi finanziari                                            | Necessari ulteriori sforzi            | 07-10-2022       | 09-03-2023              | 14-04-2025        |                   |
| 10. Società dell'informazione/Media                              | Notevoli sforzi necessari             | 27-03-2023       | 15-06-2023              | 22-05-2025        |                   |
| 11. Agricoltura/Sviluppo rurale                                  | Notevoli sforzi necessari             | 13-11-2023       | 24-11-2023              |                   |                   |
| 12. Sicurezza alimentare/Politica veterinaria e fitosanitaria    | Notevoli sforzi necessari             | 20-11-2023       | 24-11-2023              |                   |                   |
| 13. Pesca                                                        | Notevoli sforzi necessari             | 20-11-2023       | 24-11-2023              |                   |                   |
| 14. Politica dei trasporti                                       | Notevoli sforzi necessari             | 15-03-2023       | 29-09-2023              |                   |                   |
| 15. Energia                                                      | Necessari ulteriori sforzi            | 15-03-2023       | 29-09-2023              |                   |                   |
| 16. Tassazione                                                   | Senza attesa di grandi difficoltà     | 31-03-2023       | 15-06-2023              | 22-05-2025        |                   |
| 17. Economia/Politica monetaria                                  | Necessari ulteriori sforzi            | 13-06-2023       | 15-06-2023              | 22-05-2025        |                   |
| 18. Statistiche                                                  | Necessari ulteriori sforzi            | 19-09-2022       | 16-01-2023              | 15-10-2024        |                   |
| 19. Politica sociale/Occupazione                                 | Notevoli sforzi necessari             | 23-05-2023       | 15-06-2023              | 22-05-2025        |                   |
| 20. Impresa/Politica industriale                                 | Senza attesa di grandi difficoltà     | 26-05-2023       | 15-06-2023              | 22-05-2025        |                   |
| 21. Reti transeuropee                                            | Necessari ulteriori sforzi            | 15-03-2023       | 29-09-2023              |                   |                   |
| 22. Politica regionale/Coordinamento degli strumenti strutturali | Notevoli sforzi necessari             | 17-07-2023       | 25-10-2023              |                   |                   |
| 23. Magistratura/Diritti fondamentali                            | Notevoli sforzi necessari             | 27-09-2022       | 16-01-2023              | 15-10-2024        |                   |
| 24. Giustizia/Libertà/Sicurezza                                  | Notevoli sforzi necessari             | 27-09-2022       | 16-01-2023              | 15-10-2024        |                   |
| 25. Scienza/Ricerca                                              | Senza attesa di grandi difficoltà     | 28-04-2023       | 15-06-2023              | 22-05-2025        |                   |
| 26. Educazione/Cultura                                           | Senza attesa di grandi difficoltà     | 27-04-2023       | 15-06-2023              | 22-05-2025        |                   |
| 27. Ambiente                                                     | Totalmente incompatibile con l'acquis | 18-03-2023       | 29-09-2023              |                   |                   |
| 28. Consumatori/Tutela della salute                              | Necessari ulteriori sforzi            | 17-02-2023       | 09-03-2023              | 14-04-2025        |                   |
| 29. Unione doganale                                              | Senza attesa di grandi difficoltà     | 20-10-2022       | 15-06-2023              | 22-05-2025        |                   |
| 30. Relazioni esterne                                            | Senza attesa di grandi difficoltà     | 16-11-2023       | 17-11-2023              | 17-12-2024        |                   |
| 31. Politica estera/Sicurezza/Difesa                             | Senza attesa di grandi difficoltà     | 16-11-2023       | 17-11-2023              | 17-12-2024        |                   |
| 32. Controlli finanziari                                         | Notevoli sforzi necessari             | 09-12-2022       | 16-01-2023              | 15-10-2024        |                   |
| 33. Disposizioni finanziarie e di bilancio                       | Senza attesa di grandi difficoltà     | 17-07-2023       | 25-10-2023              |                   |                   |
| 34. Istituzioni                                                  | Nessuna misura da adottare            |                  |                         |                   |                   |
| 35. Altri problemi                                               | Nessuna misura da adottare            |                  |                         |                   |                   |
| Progresso                                                        |                                       | 33 su 33         | 33 su 33                | 24 su 33          | 0 su 33           |